# Tinea capitis

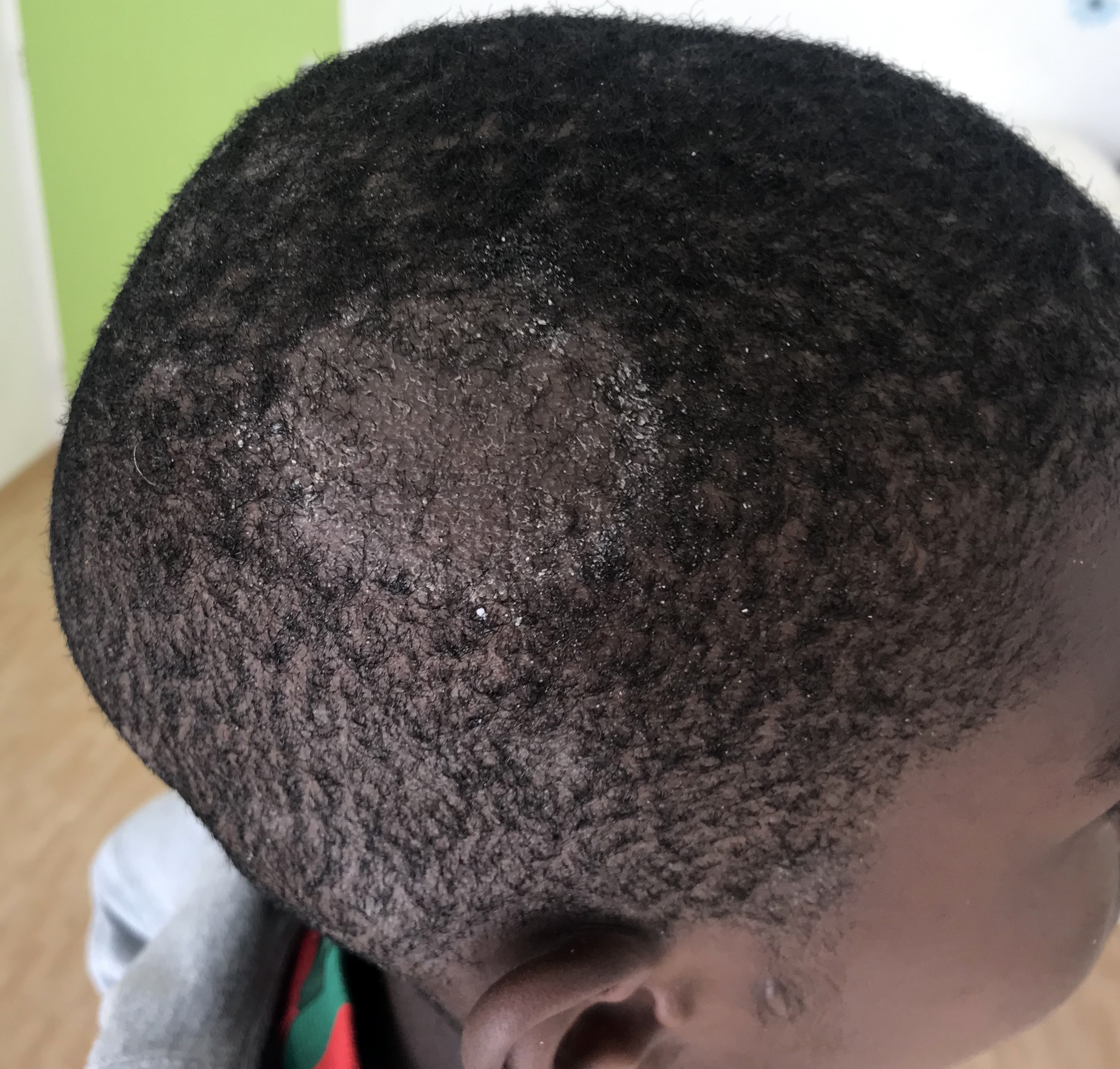
Tinea capitis

Tinea capitis („Scherpilzflechte“, veraltet auch Kahlgrind, Ringwurm, Kringwurm oder scherende Flechte) ist eine Dermatophytose (Syn. Tinea) im Bereich der behaarten Kopfhaut (lat. caput ‚Kopf‘). Sie tritt vor allem bei Kindern vor der Pubertät auf. Dermatophytosen im Bereich des Barthaars werden als Tinea barbae bezeichnet.

## Erreger
Auslöser einer Tinea capitis sind anthropophile Dermatophyten wie Trichophyton rubrum, Trichophyton violaceum, Trichophyton tonsurans und in Afrika auch Trichophyton soudanense. Der Erbgrind (Tinea capitis profunda) wird durch Trichophyton schoenleinii verursacht. Zoophile, also von Tieren auf den Menschen übertragene Auslöser einer Tinea capitis sind Trichophyton mentagrophytes, Trichophyton verrucosum und Microsporum canis.
In Europa dominiert derzeit Microsporum canis, in den USA Trichophyton tonsurans.

## Klinisches Bild
Das klinische Erscheinungsbild ist abhängig vom Erreger und dem Immunstatus. Milde Formen zeigen sich in kreisrunden schuppigen Veränderungen mit Haarausfall. Die Erkrankung durch zoophile Erreger verläuft meist stärker und kann durch starke Entzündungsreaktionen bis hin zu einem Kerion celsi gekennzeichnet sein. Infektionen mit Trichophyton tonsurans verlaufen bei Erwachsenen meist ohne sichtbare Symptome.

## Behandlung und Vorbeugung
Zur Behandlung werden meist Antimykotika, sowohl lokal als auch systemisch eingesetzt. Die Behandlungsdauer kann bis zu drei Monaten betragen. Historisch wurde die Tinea capitis auch mit ionisierender Strahlung behandelt, was in Israel als Ringelflechte-Affäre in die Geschichte einging.
Vorbeugend sind das Vermeiden des gemeinschaftlichen Gebrauchs von Kämmen, Bürsten und Handtüchern sowie hygienische Vorsichtsmaßnahmen beim Umgang mit Tieren.